# 金鐘獎戲劇類節目攝影獎
金鐘獎戲劇類節目攝影獎是由文化部影視及流行音樂產業局在臺灣舉辦的現行頒發獎項，1980年第15屆金鐘獎設立攝影獎，第54屆起，攝影獎分細分設為戲劇類節目攝影獎及非戲劇類節目攝影獎。

## 歷屆得獎暨入圍名單
|  | 獲獎者 |

### 攝影剪輯獎（第15屆）
| 年度 （屆數）   | 電視作品                 |
| --------------- | ------------------------ |
| 1980 （第15屆） | 張照堂／《六十分鐘》中視 |

### 錄影獎（第15屆、第16屆）
| 年度 （屆數）   | 電視作品                         |
| --------------- | -------------------------------- |
| 1980 （第15屆） | 劉欽仁／《綜藝一百》華視         |
| 1981 （第16屆） | 林南宏、張敬德／《戰國風雲》中視 |
| 1981 （第16屆） | 楊孝漲／《秋水長天》             |
| 1981 （第16屆） | 蕭誠儀／《歡樂周末》             |

### 攝影獎（第16屆~第24屆）
| 年度 （屆數）   | 電視作品                                           |
| --------------- | -------------------------------------------------- |
| 1981 （第16屆） | 林福田／《戰國風雲》中視                           |
| 1981 （第16屆） | 張敦志／《紐約愛國反共遊行》                       |
| 1981 （第16屆） | 劉奇偉／《寶島經路歷程》                           |
| 1982 （第17屆） | 林啟進／《「永懷領袖大合唱」、國防科技的尖端》中視 |
| 1983 （第18屆） | 袁香德／《媽祖之行》中視                           |
| 1984 （第19屆） | 劉奇偉、黃國治、游美成／《華視新聞雜誌》華視       |
| 1984 （第19屆） | 陳延靜／《台視新聞熱線追蹤》                       |
| 1984 （第19屆） | 莊靈／《台視新聞熱線追蹤》                         |
| 1985 （第20屆） | 余如季／《台視新聞》台視                           |
| 1985 （第20屆） | 徐國棟／《一千個春天》                             |
| 1985 （第20屆） | 劉奇偉、郭慶榮、林漢誠、游美成／《華視新聞雜誌》   |
| 1986 （第21屆） | 張貞璞／《靈巧的手「製筆的手」》台視文化公司       |
| 1986 （第21屆） | 曹瑞原／《畫我家鄉－台南北門鄉》                   |
| 1986 （第21屆） | 鄧文斌／《台灣的生物世界系列－海岸邊的鳥類》       |
| 1987 （第22屆） | 莊志成／《國寶魚－櫻花鉤吻鮭的復育》鉅棚傳播公司   |
| 1987 （第22屆） | 葛金鵬／《中視劇展－另一種聲音》                   |
| 1987 （第22屆） | 鄧文斌／《台灣的生物世界系列－紅樹林的奧秘》       |
| 1988 （第23屆） | 邱明亮／《黃金劇場「人間有情系列」》中國電視公司   |
| 1988 （第23屆） | 鄧文斌／《台灣的生物世界系列－蝶蝴世界》           |
| 1988 （第23屆） | 劉奇偉、林漢誠／《華視新聞雜誌－南湖圈谷探密》     |
| 1989 （第24屆） | 李雲山／《八月桂花香》台灣電視公司                 |
| 1989 （第24屆） | 張照堂／《舞台的沈思》                             |
| 1989 （第24屆） | 葉鴻洲／《廟會》                                   |
| 1989 （第24屆） | 鄧文斌／《台灣的生態》                             |
| 1989 （第24屆） | 劉奇偉、林漢誠／《華視新聞雜誌》                   |

### 最佳攝影獎（第25屆）
| 年度 （屆數）   | 電視作品                                     |
| --------------- | -------------------------------------------- |
| 1990 （第25屆） | 鄧文斌／《台灣的生態》公視                   |
| 1990 （第25屆） | 吳文敬、林東孟／《廟會》                     |
| 1990 （第25屆） | 張自強／《名星劇場－關懷社會系列「俑之舞」》 |

### 電視攝影獎（第26屆）
| 年度 （屆數）   | 電視作品                                                 |
| --------------- | -------------------------------------------------------- |
| 1991 （第26屆） | 羅益民／《華視新聞雜誌－大哥的最後歸宿》中華電視公司     |
| 1991 （第26屆） | 王漢英、蕭政義／《金獎劇場－無色的愛系列「最長的一季」》 |
| 1991 （第26屆） | 李雲山／《末代兒女情》                                   |

### 攝影獎（第27屆～第45屆）
| 年度 （屆數）   | 電視作品                                                       |
| --------------- | -------------------------------------------------------------- |
| 1992 （第27屆） | 許錦堂／金鐘劇展 關懷系列－《最後的小火車》中視                |
| 1992 （第27屆） | 鄧文斌／《台灣的生物世界》                                     |
| 1992 （第27屆） | 劉俊發／《金鐘劇展－關懷系列：木觀音》                         |
| 1993 （第28屆） | 黃增祥／人間劇場－《都市寓言系列「四喜憂國」》台視             |
| 1993 （第28屆） | 翁明佑／《神州大地》                                           |
| 1993 （第28屆） | 張自強／《中視劇場－悲歡人生系列：爸爸的眼睛》                 |
| 1995 （第30屆） | 阮宗泗／《牡丹燈籠》台灣電視公司                               |
| 1995 （第30屆） | 姜義昇／《人文關懷系列－相親、台北屋簷下》                     |
| 1995 （第30屆） | 鄧文斌／《大地之愛》                                           |
| 1997 （第32屆） | 柯金源、賴宗正／《大陸尋奇》中國電視公司                       |
| 1997 （第32屆） | 林合隆／《新龍門客棧》                                         |
| 1997 （第32屆） | 陳進發／《大地餘生記》                                         |
| 1997 （第32屆） | 許鴻龍、李國豪、吳泰維／《台灣生態顯影》                       |
| 1997 （第32屆） | 甄漢賢／《黃飛鴻之八大天王》                                   |
| 1999 （第34屆） | 許鴻龍、張光宗／《台灣生態顯影》廣電基金                       |
| 1999 （第34屆） | 周以文／《人生劇展－假期》                                     |
| 1999 （第34屆） | 陳偉立／《帝王之旅》                                           |
| 1999 （第34屆） | 黃重興／《生命告白97調查報告》                                 |
| 1999 （第34屆） | 鍾榮峰／《福爾摩莎大地－鳥類世界》                             |
| 2000 （第35屆） | 張志鴻／《誰在橋上寫字》財團法人公共電視文化事業基金會         |
| 2000 （第35屆） | 蔡正暉／《台灣作家劇場-天馬茶房》                              |
| 2000 （第35屆） | 柯健／《迷情的盒子》                                           |
| 2000 （第35屆） | 高瑞龍、林家良／《曾經》                                       |
| 2000 （第35屆） | 周以文／《鴿》                                                 |
| 2001 （第36屆） | 李學主／《經典》大愛衛星電視股份有限公司                       |
| 2001 （第36屆） | 周以文／《天空之城》                                           |
| 2001 （第36屆） | 周曉鵬／《三張王牌》                                           |
| 2001 （第36屆） | 馬雋人／《新聞探索》                                           |
| 2001 （第36屆） | 陳家俊／《MR.COM之死》                                         |
| 2002 （第37屆） | 李學主／《經典》大愛衛星電視股份有限公司                       |
| 2002 （第37屆） | 王建中／《情義》                                               |
| 2002 （第37屆） | 陳文欽／大愛劇場--《橘色黃昏》                                 |
| 2002 （第37屆） | 麥覺明、劉志益／《MIT台灣誌》                                  |
| 2002 （第37屆） | 劉季平／大陸尋奇--《尋找香格里拉單元》                         |
| 2003 （第38屆） | 李鴻慶／人生劇展-《蜜蜂》 超人製作有限公司                     |
| 2003 （第38屆） | 沈可尚／人生劇展-《終身大事》                                  |
| 2003 （第38屆） | 周以文／人生劇展-《那年夏天的浪聲》                            |
| 2003 （第38屆） | 徐建國／經典-《蝸牛、亂花飛絮送子行（種子傳播機制）》          |
| 2003 （第38屆） | 秦鼎昌／《孽子》                                               |
| 2004 （第39屆） | 王兆仲／大愛劇場-《四重奏》大愛衛星電視股份有限公司            |
| 2004 （第39屆） | 余中和／大愛劇場-《浮生》                                      |
| 2004 （第39屆） | 王國雄／《戀香》                                               |
| 2004 （第39屆） | 黃慶成／《風中緋櫻》                                           |
| 2004 （第39屆） | 巫知諭、史哲等65人／《寒夜續曲》                               |
| 2005 （第40屆） | 蔡正泰、王兆仲／《浪淘沙》民間全民電視股份有限公司             |
| 2005 （第40屆） | 王建中／《意難忘》                                             |
| 2005 （第40屆） | 張國甫、吳青文／人生劇展-《異度東區》                          |
| 2005 （第40屆） | 陳明文／《台灣百合》                                           |
| 2005 （第40屆） | 秦鼎昌／《孤戀花》                                             |
| 2006 （第41屆） | 張展、馬海、張宜敏、彭德城／《聖稜的星光》中華電視股份有限公司 |
| 2006 （第41屆） | 李清迪／大愛劇場-《明月照紅塵》                                |
| 2006 （第41屆） | 沈可尚、廖敬堯／綻放真台灣-《賽鴿風雲》                        |
| 2006 （第41屆） | 曾憲忠／《腳踏車的祝福》                                       |
| 2006 （第41屆） | 鄧文斌／綻放真台灣-《蝴蝶密碼》                                |
| 2007 （第42屆） | 曾憲忠、劉芸后／公視人生劇展-《牆》無花果有限公司(公視)        |
| 2007 （第42屆） | 余志鴻／《世界第一等》                                         |
| 2007 （第42屆） | 沈瑞源、馮信華 ／《打拚－台灣人民的歷史》                      |
| 2007 （第42屆） | 陳啟端、黃芳益、鄭東豪 ／《看見台灣－美學台灣》                |
| 2007 （第42屆） | 張翼謀／《MIT台灣誌－奇萊山》                                  |
| 2008 （第43屆） | Pollock Jacob Harrison／公視人生劇展-《不愛練習曲》影一製作所  |
| 2008 （第43屆） | 王順民／公視人生劇展-《桔醬的滋味》                            |
| 2008 （第43屆） | 陳國龍／客家電視電影院-《OHAEVA哥哥》                          |
| 2008 （第43屆） | 陳惠生／生命關懷系列-《說好不準哭》                            |
| 2008 （第43屆） | 廖敬堯、鄭皓詮、范勝翔／公視人生劇展-《躲貓貓》                |
| 2009 （第44屆） | 楊渭漢／客家電視電影院-《一八九五 乙未》客家電視台             |
| 2009 （第44屆） | 李捷／《發現新大陸-前進北大荒》                                |
| 2009 （第44屆） | 余鈺軒／大愛劇場-《回家系列-有你真好》                         |
| 2009 （第44屆） | 廖敬堯／客家電視電影院-《桂花釀》                              |
| 2009 （第44屆） | 鍾明達／公視人生劇展-《我的阿嬤是太空人》                      |
| 2010 （第45屆） | 李鳴／《記得我們愛過》三匠影視有限公司                         |
| 2010 （第45屆） | 王兆仲／《向日葵》                                             |
| 2010 （第45屆） | 陳振德、林書正／公視人生劇展－《我的爸爸是流氓》               |
| 2010 （第45屆） | 柯金源／紀錄觀點－《森之歌》                                   |
| 2010 （第45屆） | 劉芸後／公視人生劇展－《搏浪》                                 |

### 最佳攝影獎（第46屆）
| 年度 （屆數）   | 電視作品                                                     |
| --------------- | ------------------------------------------------------------ |
| 2011 （第46屆） | 余靜萍、宋殿生／《舊情照相館》財團法人公共電視文化事業基金會 |
| 2011 （第46屆） | 游智煒、周欣衍／《二二九光榮事變》                           |
| 2011 （第46屆） | 陳麒文／公視人生劇場—《那一年曾做錯的事》                    |
| 2011 （第46屆） | 廖家宏／甘肅專題—《氣候變遷系列》                            |
| 2011 （第46屆） | 鄧文斌／《福島的驚嘆》                                       |

### 攝影獎（第47屆～第53屆）
| 年度 （屆數）   | 電視作品                                                             |
| --------------- | -------------------------------------------------------------------- |
| 2012 （第47屆） | 李偉傑／《寶貝台灣系列：九九蜂鷹》財團法人公共電視文化事業基金會     |
| 2012 （第47屆） | 沈瑞源／戀戀金門—《落番》                                            |
| 2012 （第47屆） | 林君陽／公視人生劇場—《結婚不結婚》                                  |
| 2012 （第47屆） | 梁皆得／戀戀金門—《翡翠》                                            |
| 2012 （第47屆） | 陳鈺杰／公視學生劇展—《小偷》                                        |
| 2013 （第48屆） | 李學主／《發現—大甲溪》大愛衛星電視股份有限公司                      |
| 2013 （第48屆） | 林君陽／公視人生劇展—《三朵花純理髮》                                |
| 2013 （第48屆） | 傅士英／公視人生劇展—《仲夏夜府城》                                  |
| 2013 （第48屆） | 廖敬堯／客家電視電影院—《南風。六堆 竹田車站》                       |
| 2013 （第48屆） | 劉志益／《MIT台灣誌》                                                |
| 2014 （第49屆） | 陳俊康、許智為、朱培基、葉道宏／《雨後驕陽》臺灣電視事業股份有限公司 |
| 2014 （第49屆） | 李鳴／《菸蒂》                                                       |
| 2014 （第49屆） | 陳添寶／《紀錄觀點—滾滾沙河》                                        |
| 2014 （第49屆） | 馬華【馮信華】／公視學生劇展—《自由人》                              |
| 2014 （第49屆） | 陳鈺杰、林厚成／《曉之春》                                           |
| 2015 （第50屆） | 胡午正／客家劇場—《新丁花開》客家電視台                              |
| 2015 （第50屆） | 李鳴／《尋物少女》                                                   |
| 2015 （第50屆） | 周文欽、張緯誌、梁義洋／《綻放真台灣5–魚之島：黑潮的承諾》           |
| 2015 （第50屆） | 馮信華／公視人生劇展—《天使的收音機》                                |
| 2015 （第50屆） | 黃培理、胡國偉、謝政峰、杜立仁、梁勇光／《浩克慢遊》                 |
| 2016 （第51屆） | 趙冠衡／公視人生劇展-《衣櫃裡的貓》一顆星工作室有限公司              |
| 2016 （第51屆） | 李鳴／公視人生劇展-《藥笑24小時》                                    |
| 2016 （第51屆） | 陳宗志／《紫色大稻埕》                                               |
| 2016 （第51屆） | 陳麒文／《川流之島》                                                 |
| 2016 （第51屆） | 韓紀軒／《一把青》                                                   |
| 2017 （第52屆） | 陳克勤／公視人生劇展-《告別》興揚電影有限公司                        |
| 2017 （第52屆） | 王晟合、孫全岑／《High 5 制霸青春》                                  |
| 2017 （第52屆） | 李景白、黃駿樺／《水下三十米》                                       |
| 2017 （第52屆） | 陳麒文／《濁流》                                                     |
| 2017 （第52屆） | 劉至桓／《最後的詩句》                                               |
| 2018 （第53屆） | 袁緒虎、傅士英／《海人魚》財團法人原住民族文化事業基金會             |
| 2018 （第53屆） | 安宜倫、屈弘仁、李泊錦、達牧殷艾／《麻醉風暴 2》                     |
| 2018 （第53屆） | 林正忠、劉芸后、楊豐銘／植劇場-《花甲男孩轉大人》                    |
| 2018 （第53屆） | 張誌騰／公視新創電影-《伊菲基妮亞之夜》                              |
| 2018 （第53屆） | 詹嘉文／《阿水和國祥》                                               |

### 戲劇類節目攝影獎（第54屆～至今）
| 年度 （屆數）   | 電視作品                                                             |
| --------------- | -------------------------------------------------------------------- |
| 2019 （第54屆） | 韓紀軒／《憤怒的菩薩》貝唐賀電影有限公司                             |
| 2019 （第54屆） | 王逸帆／公視學生劇展－《無塵之地》                                   |
| 2019 （第54屆） | 高子皓、陳克勤、古曜華／《我們與惡的距離》                           |
| 2019 （第54屆） | 趙冠衡／《靈佔》                                                     |
| 2019 （第54屆） | 簡正傳、簡新祐／《你的孩子不是你的孩子-貓的孩子》                    |
| 2020 （第55屆） | 周宜賢、楊豐銘、孫紀明／《罪夢者》新加坡商棱聚傳播有限公司台灣分公司 |
| 2020 （第55屆） | 江敏忠／《極道千金》                                                 |
| 2020 （第55屆） | 李清迪、劉至桓、詹嘉文／《用九柑仔店》                               |
| 2020 （第55屆） | 馬華【馮信華】／《住戶公約第一條》                                   |
| 2020 （第55屆） | 劉至桓／《誰是被害者》                                               |
| 2021 （第56屆） | 陳克勤、高子皓／《天橋上的魔術師》原子映象有限公司                   |
| 2021 （第56屆） | 古曜華、劉韋昇／《黑喵知情》                                         |
| 2021 （第56屆） | 林眾甫／公視新創電影《訪客》                                         |
| 2021 （第56屆） | 蔡旻翰／公視人生劇展─《人生清理員》                                  |
| 2021 （第56屆） | 簡佑陶／《愛的廣義相對論─最後一戰》                                  |
| 2022 （第57屆） | 李清迪、周以文／《俗女養成記2》中華電視股份有限公司                  |
| 2022 （第57屆） | 姚宏易／《良辰吉時》                                                 |
| 2022 （第57屆） | 陳克勤／《台北過手無暝無日》                                         |
| 2022 （第57屆） | 陳麒文／《洞裡的月亮》                                               |
| 2022 （第57屆） | 韓紀軒／《斯卡羅》                                                   |
| 2022 （第57屆） | 簡佑陶／《茶金》                                                     |
| 2023 （第58屆） | 陳克勤、李鳴、白傑立、詹晨智／《模仿犯》瀚草文創事業股份有限公司     |
| 2023 （第58屆） | 葉紹麒、高子皓／《台灣犯罪故事》                                     |
| 2023 （第58屆） | 趙冠衡／《姊姊》                                                     |
| 2023 （第58屆） | 劉至桓／《你的婚姻不是你的婚姻：梅莉》                               |
| 2023 （第58屆） | 簡佑陶、王亮鈞／《人選之人-造浪者》                                  |
| 2024 （第59屆） | 周宜賢、楊豐銘／《何百芮的地獄毒白》                                 |
| 2024 （第59屆） | 陳貞文、潘建明／客家尋味劇場─《女孩上場2》                           |
| 2024 （第59屆） | 馮信華／客家電影院─《唱歌給你聽》                                    |
| 2024 （第59屆） | 詹晨智／台語有影─《夜盲》                                            |
| 2024 （第59屆） | 詹嘉文／《八尺門的辯護人》                                           |
| 2024 （第59屆） | 潘建明／《明日之子》                                                 |
| 2025 （第60屆） |                                                                      |
|                 |                                                                      |
|                 |                                                                      |
|                 |                                                                      |
|                 |                                                                      |

## 外部連結
- 廣播電視金鐘獎官方網站 （页面存档备份，存于）
- 歷屆電視金鐘獎得獎入圍名單 （页面存档备份，存于），文化部影視及流行音樂產業局